# Зюлфюкарли

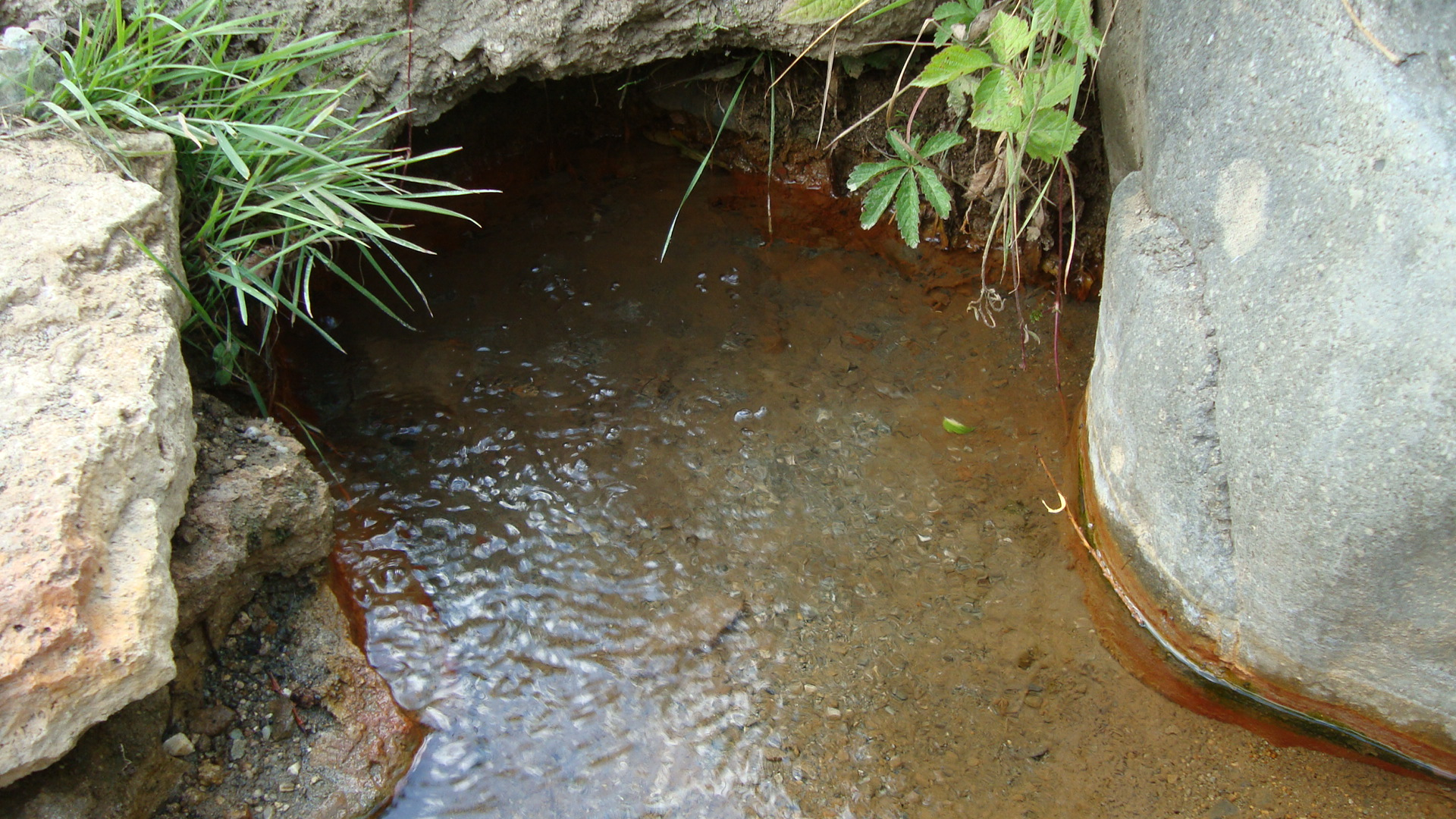
Джерело, з якого б'є холодна мінеральна газована вода

Зюлфюкарли (азерб. Zülfüqarlı) — село у Кельбаджарському районі Азербайджану. Село розташоване на лівому березі річки Тутхун, за 32 км на схід від районного центру — міста Карвачара, на дорозі, що з'єднує село-курорт Зуар з трасою Мартакерт — Варденіс, від якої розташована на 12 км на південь, на відстані 80 км на захід від Мартакерта та за 4 км на південь від села Авсатаг.